# 엄마의 세 번째 결혼
《엄마의 세 번째 결혼》은 2018년 11월 2일에 방영한 《KBS 드라마 스페셜 2018》 시리즌 중 여덟 번째 작품이다.

## 줄거리
영원히 만날 수 없을 것만 같은 평행선 위의 모녀가 묵혀 둔 속내를 끄집어내기 시작하면서 서로에게 한 뼘씩 기울어지기 시작하는 이야기다.

## 등장 인물

### 주요 인물
- 이열음 : 오은수 역 - 사회복지학과 대학생
- 이일화 : 오은영 역

- 김영옥 : 방초롱 역
- 한인수 : 이종대 역
- 연준석 : 이강우 역 - 사진과 대학생

### 그 외 인물
- 박유현
- 김동규
- 박현정
- 이원발
- 박성준
- 김민
- 김하늘
- 임호
- 차수미
- 김윤서
- 신비
- 이수진
- 황영은

### 특별출연
- 전원주 : 용이 할머니 역

## 시청률
- 전국 시청률 : 3.8%[1]

## 수상
- 2018년 KBS 연기대상 연작·단막극상 - 이일화